# Área de expansão de inundação

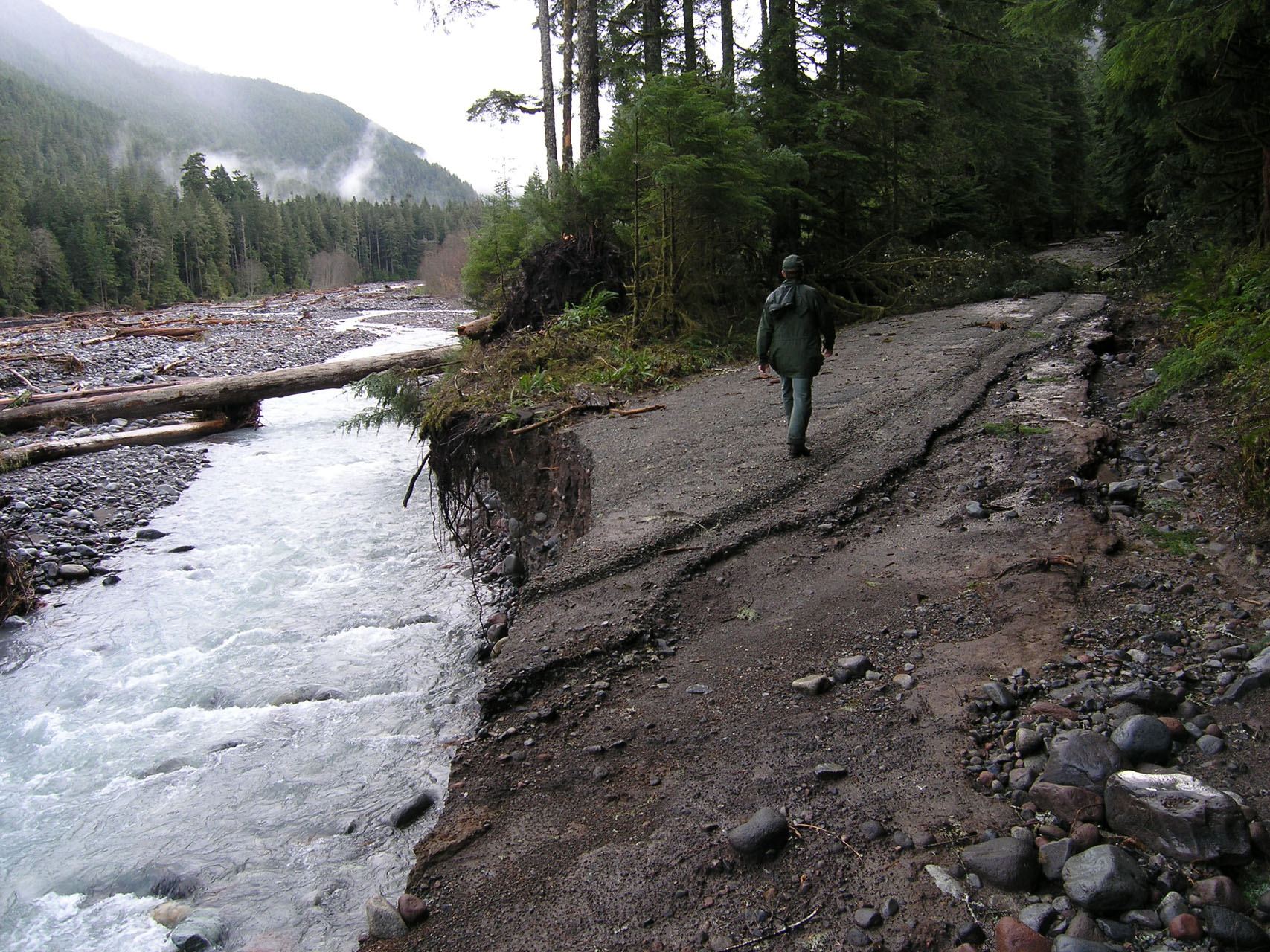
Conservar as áreas de expansão de inundação suficientes diminuem consideravelmente os danos erosivos de inundações

A área de expansão de inundação é um dos meios de luta contra as inundações. Mais especificamente, visa monitorar e gerir os riscos de transbordamento de um curso de água na canalização das enchentes para áreas onde as inundações podem ocorrer sem risco para pessoas e bens.
Esta é mais uma área de planície cercada por estruturas feitas pelo homem, tais como valas, diques e lagos artificiais, eventualmente associados a uma obra ou área de saneamento do tipo decantação (para limitar a taxa de acúmulo ou entupimento da área e/ou lagoa natural (fitodepuração).